# Chronologie de l'informatique

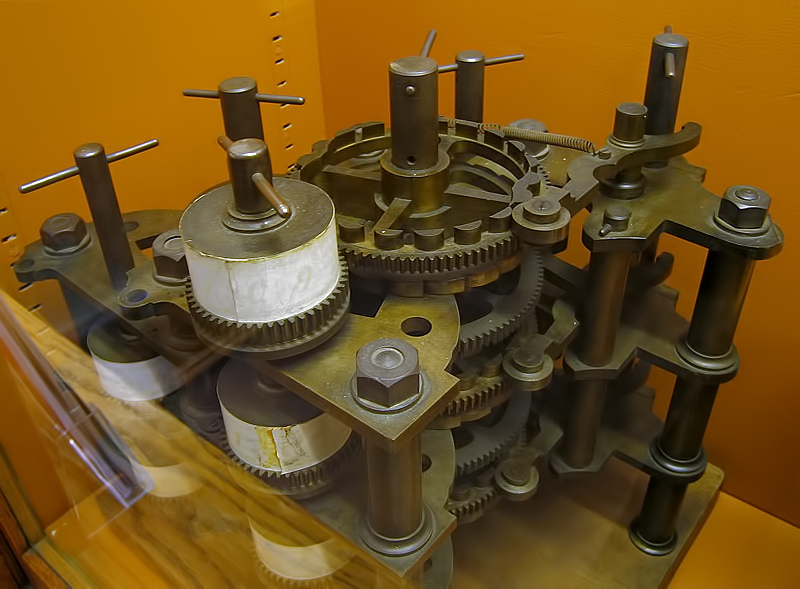
Machine à différences de Charles Babbage (1822).

Pour un article plus général, voir informatique.

## Les générations de l'informatique
- Première génération : des relais aux lampes
- Deuxième génération : les transistors
- Troisième génération : les circuits intégrés
- Quatrième génération : les micro-ordinateurs
- Cinquième génération : interface graphique et réseaux

## Les prémices de l'informatique

### 1632
- La règle à calculer : William Oughtred imagine dès 1620 et réalise en 1632 les premières règles à calculer.

### 1645

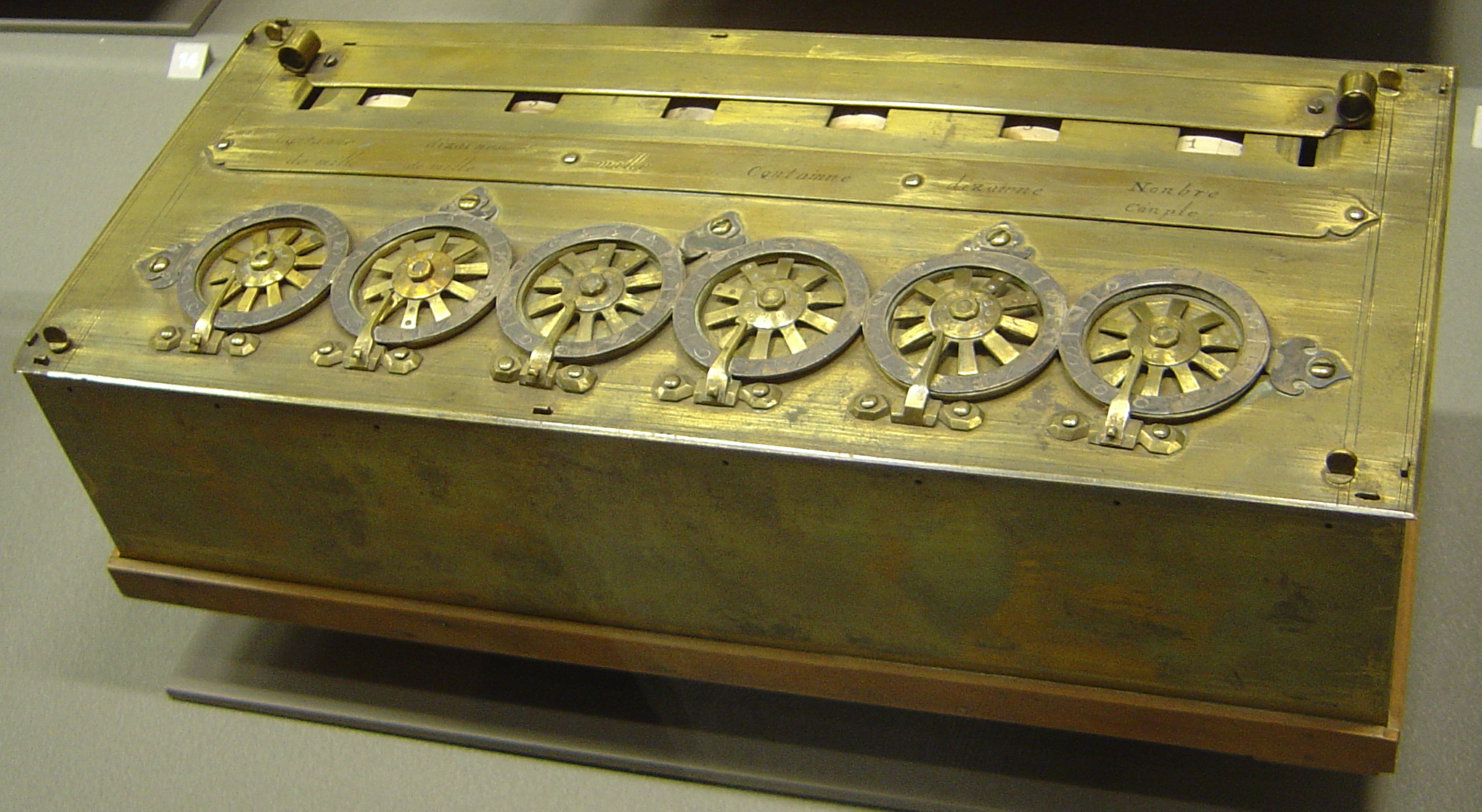
Pascaline de Blaise Pascal (1645).

- La Pascaline : Blaise Pascal invente la machine à calculer. Ce sera la seule machine à calculer opérationnelle du XVIIe siècle[1].

### 1703
- L'arithmétique binaire par Leibniz

### 1725
- Basile Bouchon invente le premier métier à tisser programmé par la lecture d'un ruban perforé.

### 1728
- Jean-Baptiste Falcon remplace le ruban perforé de Bouchon par une série de cartes perforées reliées entre elles.

### 1745
- Jacques de Vaucanson crée un métier à tisser entièrement programmable, ne nécessitant que la rotation d'une manivelle pour fonctionner, mais il est limité dans sa programmation par la circonférence de son cylindre à trous et donc ne fut pas commercialisé.

### 1801

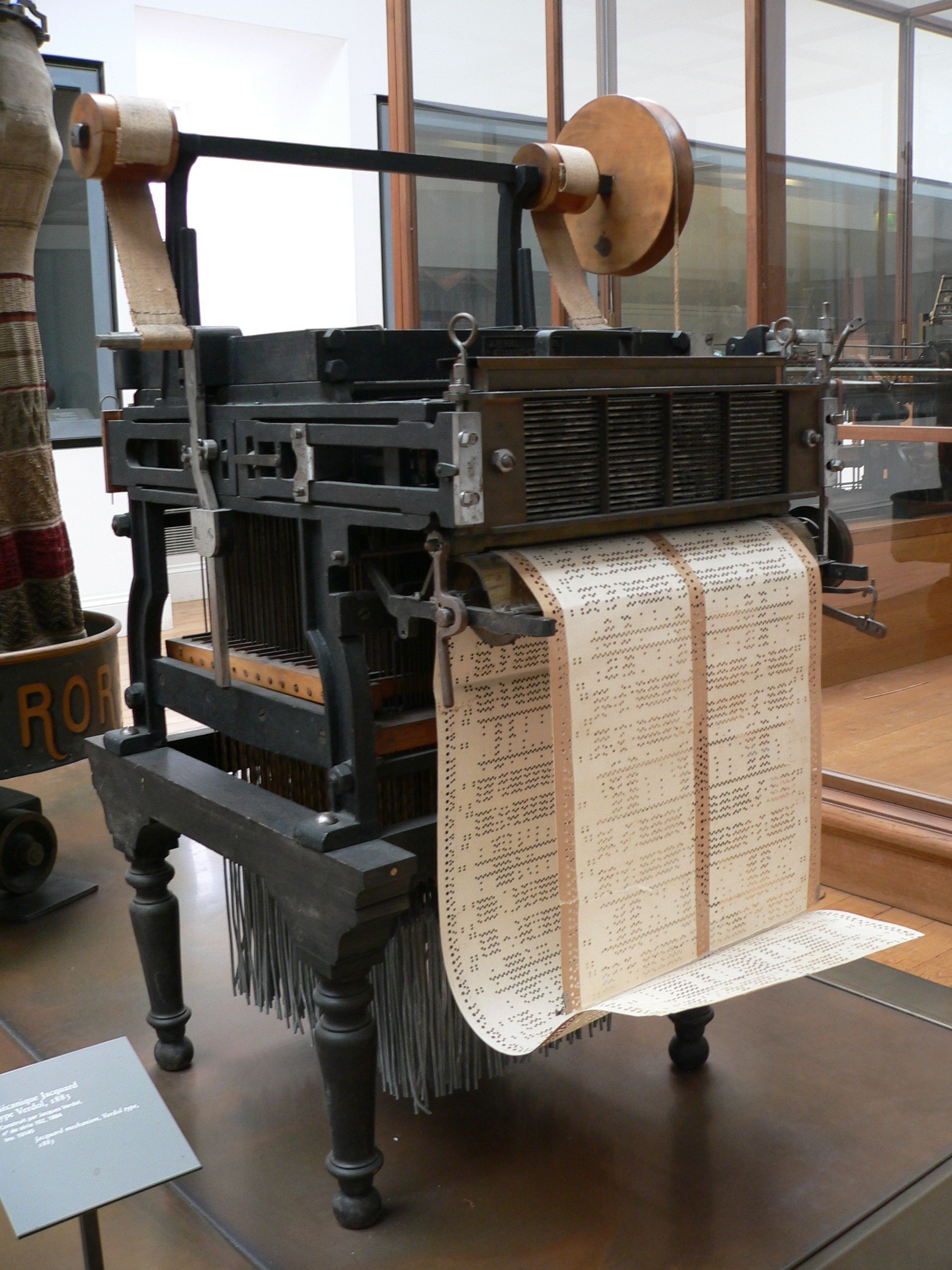
(1801) Métier à tisser programmable de Jacquard.

- Joseph Marie Jacquard synthétise les travaux de ses prédécesseurs et invente le métier Jacquard. Première machine programmable à grande diffusion[2]

### 1822
- Première machine à calculer automatique: la machine à différences de Charles Babbage qui utilise les résultats de l’opération précédente dans l’opération en cours. Il la dote de plusieurs imprimantes pour le calcul et l'impression automatique de tables mathématiques

### 1836
- Babbage remplace le cylindre de programmation à picots de sa machine analytique par la lecture de cartes jacquard, rendant sa machine infiniment programmable. Il utilise un autre lecteur de cartes pour la lecture des données. Le but principal est toujours le calcul et l'impression automatique de tables mathématiques.

### 1843
- Ada Lovelace écrit un algorithme pour calculer les nombres de Bernoulli sur la future machine analytique de Babbage (qui ne sera jamais achevée). Il ne s'agit pas d'un « programme », mais de sa structure logique[3].

### 1847
- L'algèbre de Boole par George Boole

### 1851
- Thomas de Colmar lance l'industrie des machines à calculer avec son arithmomètre simplifié

### 1869
- Le piano logique de Jevons

### 1876
- L'analyseur différentiel de James Thomson

### 1890

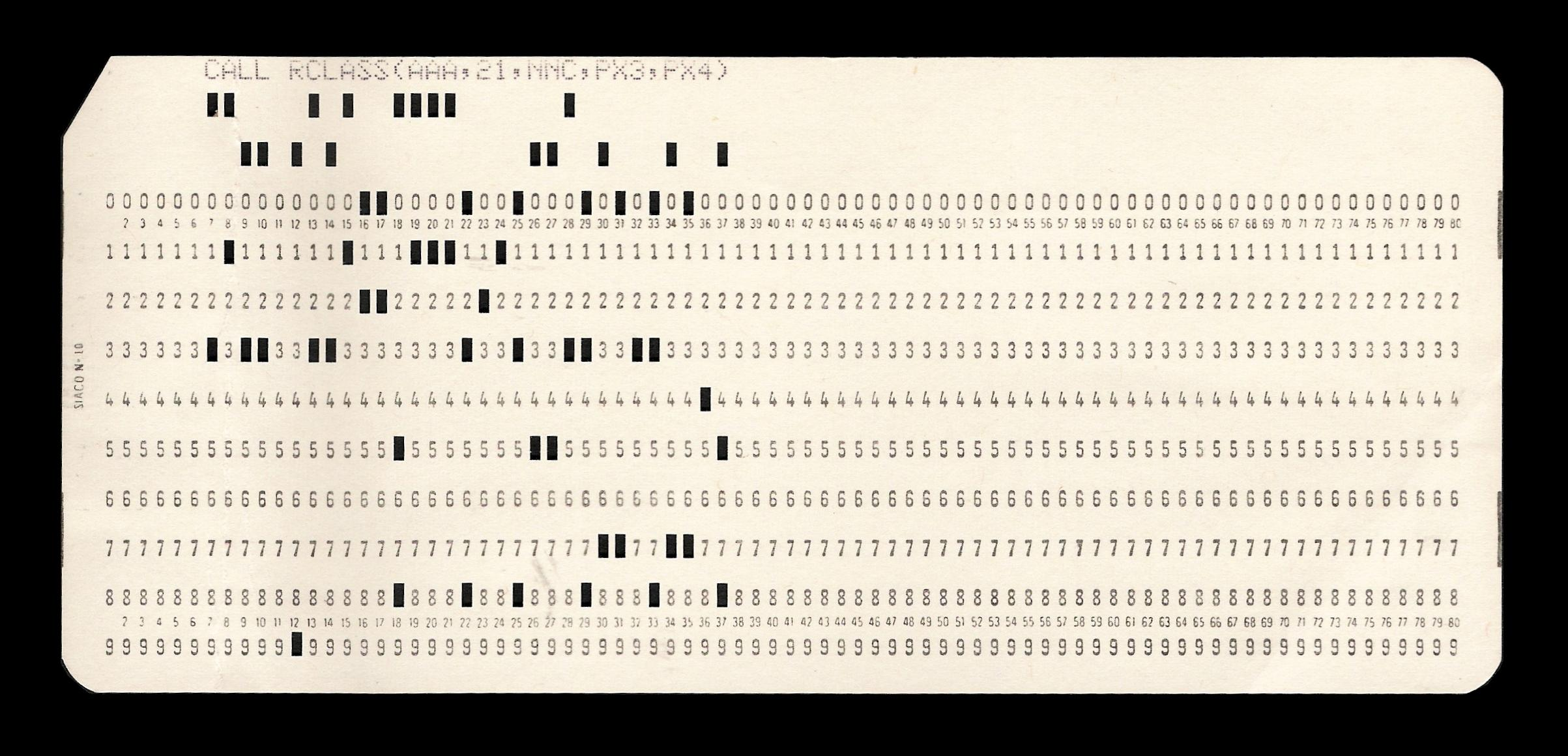
Carte perforée (1890)
Ce spécimen date de la décennie 1970.

- La carte perforée de Herman Hollerith, première utilisation concrète de cartes Jacquard en dehors de l'industrie du textile. Première mécanisation des études statistiques.

## L'époque des pionniers

### 1914
- Leonardo Torres Quevedo remplace toutes les fonctions mécaniques de la machine analytique de Charles Babbage par des éléments construits avec des relais électromécaniques. Il présente sa première machine électromécanique analytique de démonstration, décrite dans ses Essais sur l'automatique

### 1920
- Leonardo Torres Quevedo construit un arithmomètre électromécanique, commandé par une machine à écrire et imprimant les résultats
- Le programme de Hilbert de David Hilbert

### 1928
- L'Algorithme MinMax par Von Neumann

### 1931
- Le théorème d'incomplétude de Gödel de Kurt Gödel
- Création de la Compagnie des Machines Bull à Paris.

### 1935
- Alonzo Church invente le lambda-calcul

### 1936
- Publication de (en) On Computable Numbers with an Application to the Entscheidungsproblem[4] par Alan Turing. Il prouve l'absence de méthodes algorithmiques (indécidabilité algorithmique) pour résoudre certains problèmes comme le problème de l'arrêt ou le problème de la décision, en imaginant un modèle mental de machine abstraite que l'on appellera plus tard machine de Turing.

### 1937
- Howard Aiken propose à IBM de construire le Mark I dont l'architecture est basée sur la machine analytique de Babbage.
- Conception du premier calculateur électronique spécialisé de John Vincent Atanasoff

### 1939

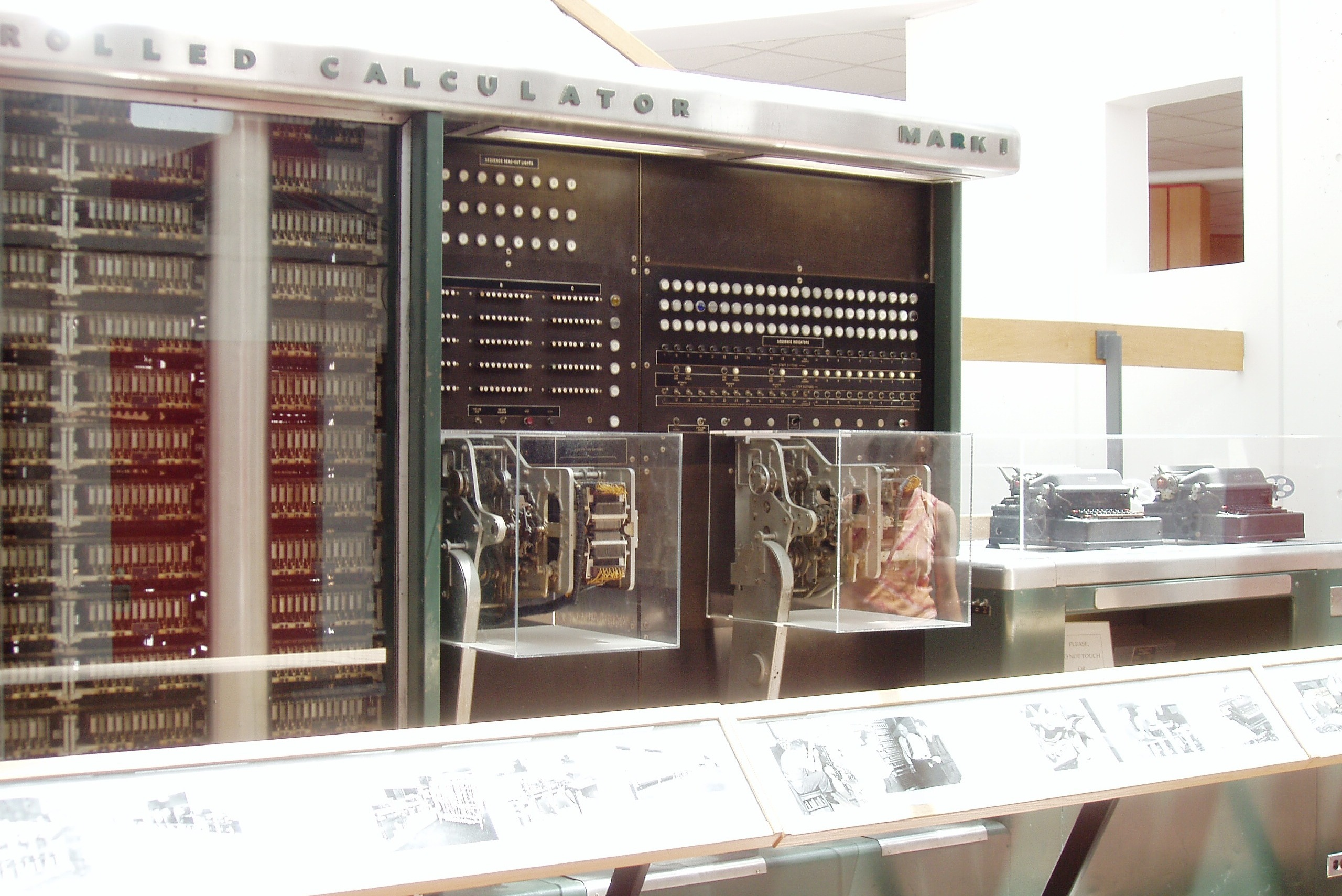
Harvard Mark I.

- IBM commence à construire le Mark I
- Konrad Zuse commence la construction du Zuse 3 (ou Z3)

### 1941
- Le Zuse 3 (ou Z3) de Konrad Zuse
- L'ABC (Atanasoff Berry Computer)

### 1942
- Décryptage de l'Enigma au Bletchley Park par Alan Turing

### 1943
- Le calculateur Colossus

### 1944
- Le calculateur Mark I est livré à Harvard.

### 1945
- Vannevar Bush imagine les documents hypertextes
- Conception du Plankalkül, un langage de programmation, par l'ingénieur allemand Konrad Zuse qui ne dispose à l'époque d'aucun ordinateur.
- Le First Draft of a Report on the EDVAC de John von Neuman

### 1946

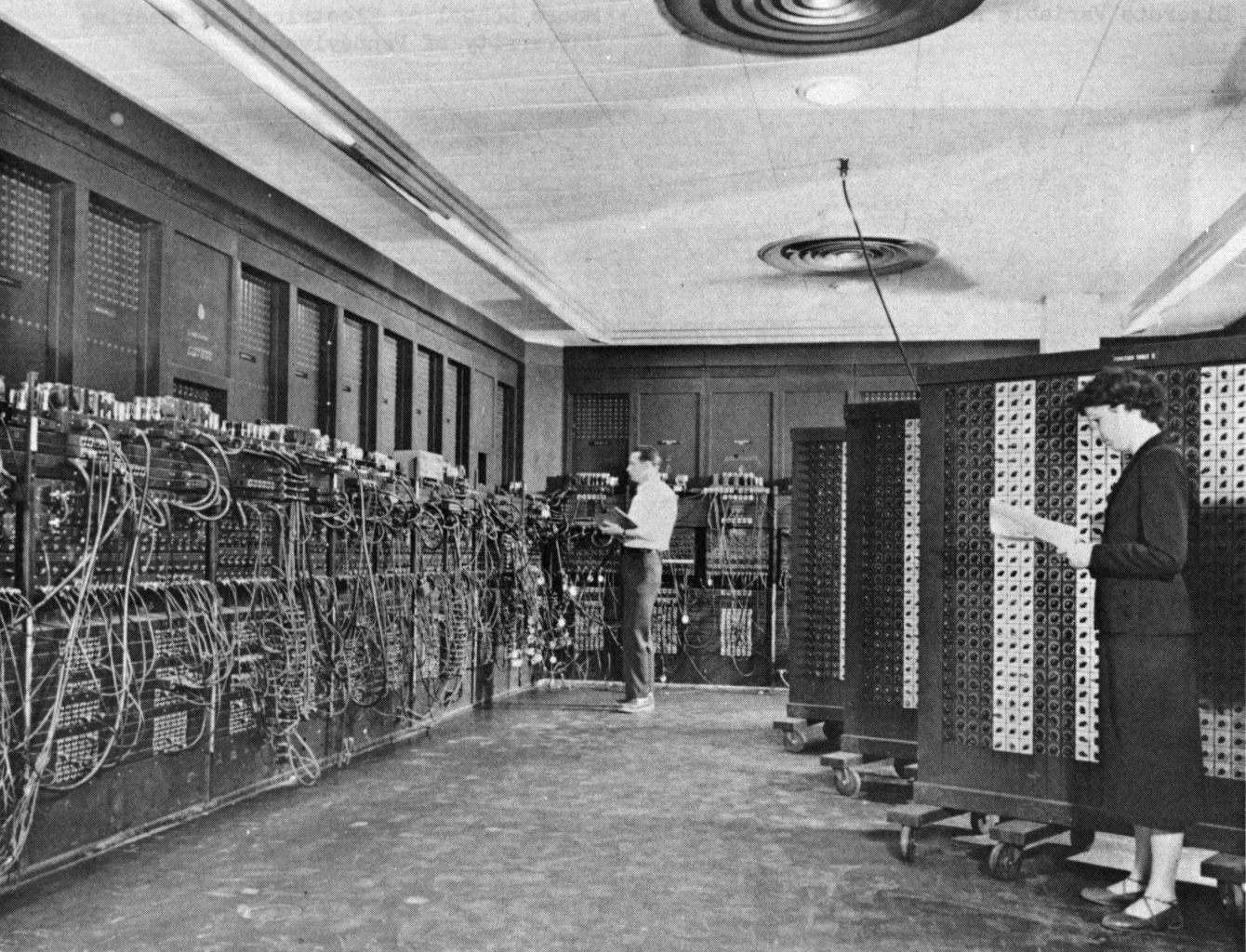
ENIAC

- Le code de Hamming de Richard Hamming
- L'ENIAC (Electronic Numerical Integrator Analyser and Computer) de John Eckert et John Mauchly

### 1947
- Le transistor par John Bardeen, William Shockley et Walter Brattain
- Fondation de l'Association for Computing Machinery
- Invention du langage de programmation assembleur, langage de bas niveau

### 1948
- La Small-Scale Experimental Machine, première machine à architecture de von Neumann (i.e. programme enregistré) par Frederic Calland Williams, Tom Kilburn et Geoff Tootill.

### 1949
- L'EDSAC (Electronic Delay Storage Automatic Calcultor).

### 1950
- Le test de Turing d'Alan Turing.

### 1951

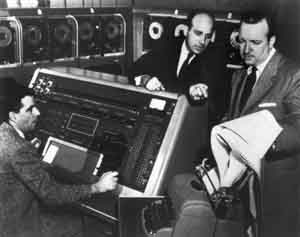
UNIVAC I (1951)

- La microprogrammation par Maurice Vincent Wilkes
- Alan Turing développe sur le papier le premier programme capable de jouer une partie d'échecs complète.
- L'UNIVAC I de John Eckert et John Mauchly
- Le Whirlwind I
- Premier compilateur par Grace Hopper.

### 1953
- IBM 701 et IBM 650
- Développement et apparition du premier language de programmation de haut niveau, le Speedcoding, pour l'IBM 701.

### 1954
- Création du Fortran, premier langage de programmation de haut niveau à être implémenté sur un ordinateur.

### 1955
- Premiers ordinateurs français construits et mis en service par la Société d'électronique et d'automatisme (SEA) : CUBA, CAB 1011 et CAB 2000.
- Bull met au point un calculateur électronique à tambour magnétique, l'un des premiers ordinateurs produits en série industrielle[3].
- IBM présente à Paris son ordinateur moyen IBM 650.

### 1956

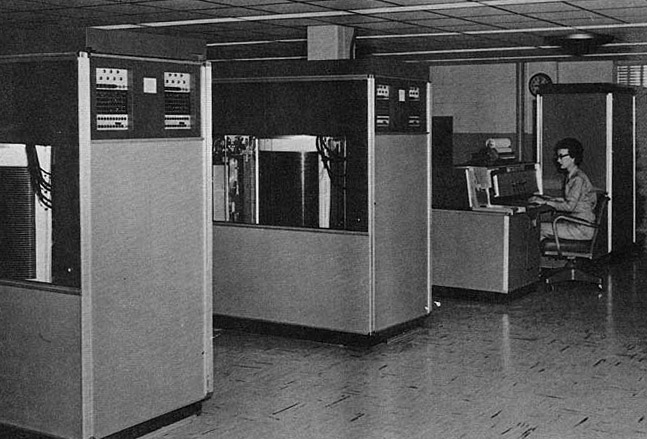
Premier disque dur IBM RAMAC 305 (1956)

- Noam Chomsky dépose sa thèse de doctorat où il décrit la hiérarchie de Chomsky, résultat le plus important de la théorie des automates
- Démonstration du théorème de Kleene par Stephen Cole Kleene en théorie des automates
- L'algorithme d'élagage alpha-bêta par John McCarthy.
- IBM sort le premier disque dur : le RAMAC 305

### 1957
- La logique temporelle par Arthur Norman Prior
- Le General Problem Solver par Allen Newell et Herbert Simon.
- L'APL par Kenneth Iverson
- Control Data 1604 (avec les premiers transistors)

### 1958
- Le circuit intégré par Robert Noyce et Jack Kilby
- Le langage Lisp inventé par John McCarthy
- Le langage Algol par un comité de mathématiciens américains et européens, dont John Backus, Peter Naur et Alan Perlis

### 1959
- Le concept de machine non déterministe par Michael Rabin et Dana Scott dans (en) Finite Automata and Their Decision Problem
- L'algorithme de Dijkstra par Edsger Dijkstra
- La Forme de Backus-Naur par John Backus et Peter Naur
- L'algorithme de Floyd par Robert Floyd
- Le Cobol (COmmon Business Oriented Language)
- IBM présente de nouveaux ordinateurs transistorisés, dont l'IBM 1401.

### 1960
- Le Bull Gamma 60, premier ordinateur multitâches et l'un des premiers multiprocesseurs
- La SEA présente son CAB 500, mini-ordinateur doté d'un langage évolué en français, « PAF ». Une centaine d'exemplaires seront vendus.
- Digital Equipment Corp. présente son mini-ordinateur PDP-1. Une cinquantaine d'exemplaires seront vendus.

### 1961
- L'algorithme Quicksort par Tony Hoare
- Le premier système à temps partagé, le Compatible Time Sharing System par John McCarthy et Fernando Corbató

### 1962
- Premiers départements de « Computer Science » (universités de Stanford et Purdue)
- En France, conception du CAE 510. Début d'une politique gouvernementale en faveur de l'informatique
- Invention du mot « informatique » par Philippe Dreyfus et Robert Lattès[3].

### 1963
- Invention de la souris par Douglas Engelbart du Stanford Research Institute
- Création de Sketchpad le premier logiciel de CAO par Ivan Sutherland

### 1964

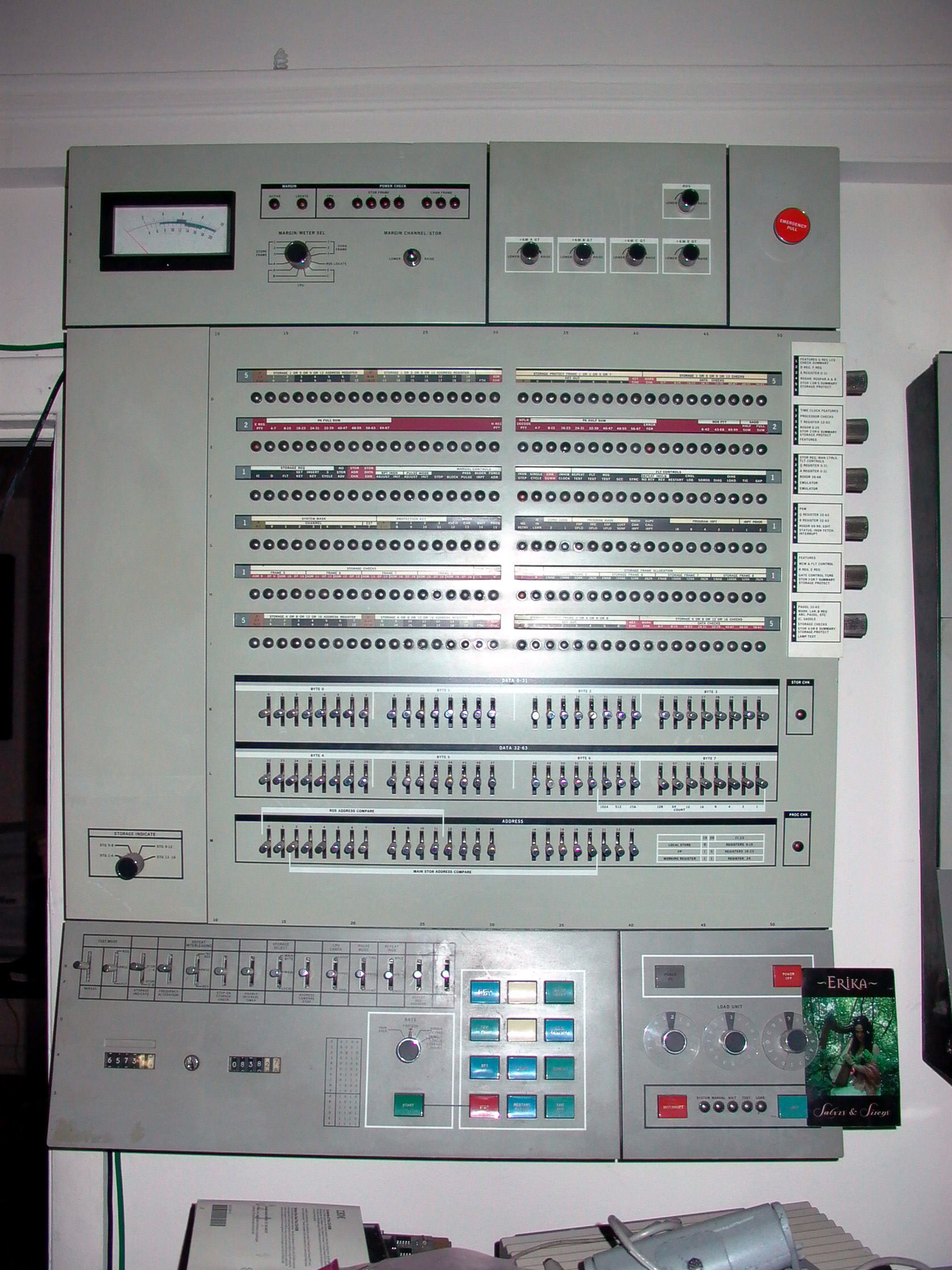
IBM 360.

- Les gammes compatibles IBM 360 et ICT 1900 au Royaume-Uni.
- Le PDP-8 de DEC (Digital Equipment Corporation)
- Le langage de programmation BASIC

### 1965
- Le premier système expert (Dendral) par Edward Feigenbaum
- Juris Hartmanis et Richard E. Stearns introduisent les classes de complexité TIME (f(n))
- l'Architecture Ansi/Sparc de Charles Bachman.
- La loi de Moore de Gordon Moore : « la complexité des semi-conducteurs double tous les ans à coût constant », devenu par la suite « la puissance, la vitesse ou la fréquence d'horloge double tous les 18 mois ».

### 1966
- Lancement du Plan Calcul par le gouvernement français, pour favoriser une concurrence européenne face aux multinationales américaines.
- Institution des maîtrises d'informatique en France par la réforme Fouchet, dans le cadre du Plan Calcul[5].

### 1967

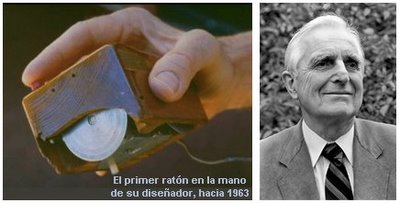
La souris de Douglas Engelbart.

- Douglas Engelbart dépose un brevet pour l'invention de la souris
- La vérification de programmes par Robert Floyd
- Les axiomes de Blum (en), théorème d'accélération de Manuel Blum
- Fondation de l'INRIA
- Fondation de Sogeti par Serge Kampf.
- La disquette commercialisée par IBM.

### 1968
- Publication par Edsger Dijkstra de l'article A case against the GOTO statement

### 1969
- Fin 1969, Arpanet renommé plus tard Internet comptait quatre nœuds.
- Démonstration des limites des réseaux de neurones de type perceptron par Marvin Minsky et Seymour Papert
- La Logique de Hoare par Tony Hoare
- Création d'Unix par Kenneth Thompson et Dennis Ritchie

### 1970
- Création du réseau ALOHAnet précurseur d'Ethernet
- Invention du modèle relationnel et de l'algèbre relationnelle par Edgar Frank Codd
- Terry Winograd dépose sa thèse de doctorat sur SHRDLU
- Fondation du Xerox PARC
- Le langage Pascal par Niklaus Wirth
- Le langage ML par Robin Milner
- La méthode de l'analyse inverse de l'erreur par James H. Wilkinson
- l'Altair IV
- Le LSE, langage conçu à Supélec pour enseigner l'informatique plus rigoureusement qu'avec Basic[6]
- en juin, Edgar Frank Codd publie l'article "A Relational Model of Data for Large Shared Data Banks" (« Un référentiel de données relationnel pour de grandes banques de données partagées »), fondements de l'algèbre relationnelle et du SQL.

## Les débuts de lamicro-informatique

### 1971

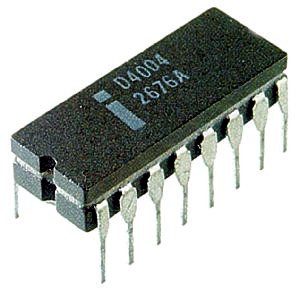
Microprocesseur Intel 4004

- 23 ordinateurs sont reliés sur Arpanet
- Louis Pouzin constitue l'équipe du réseau Cyclades à l'INRIA
- la CII lance sa NNA, qui deviendra Distributed System Architecture puis le Modèle OSI
- Démonstration du théorème de Cook par Stephen Cook
- Création de LCF le premier système de démonstration automatique de théorèmes par Robin Milner
- Intel 4004, le premier microprocesseur de Marcian Hoff
- Commercialisation du Mitra 15 de la CII, mini-ordinateur français

### 1972
- Des ordinateurs d'IBM et de la CII reliés par le réseau Cyclades entre Grenoble et Louveciennes
- Création du langage C par Kenneth Thompson et Dennis Ritchie
- Invention du bytecode par Niklaus Wirth
- Début du projet Alto de Butler Lampson au Xerox PARC
- Publication des 21 problèmes NP-complets de Karp par Richard Karp
- Création de SAP AG (progiciels de gestion intégré)
- Fondation de Prime Computer (mini-ordinateurs)

### 1973

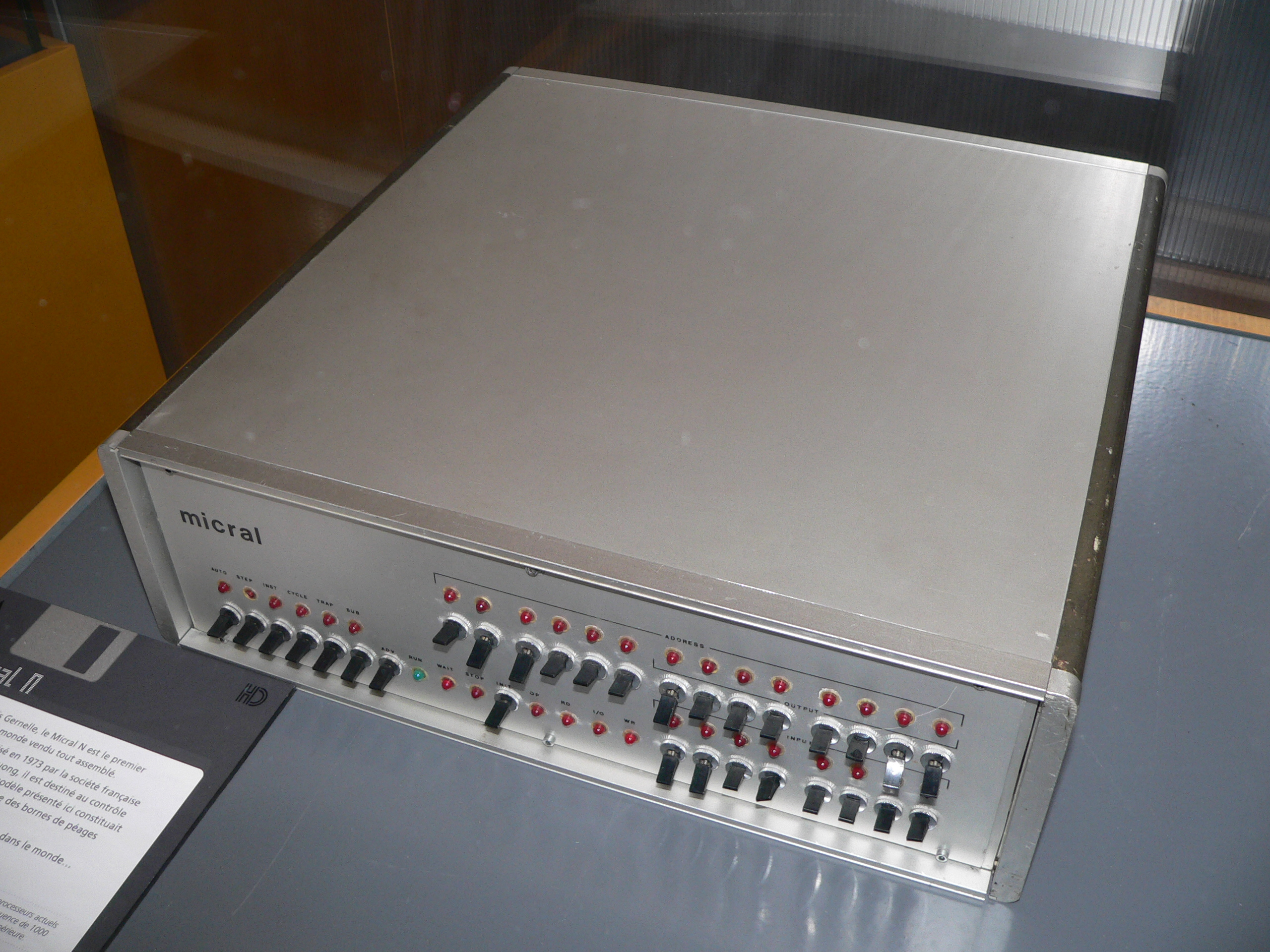
Micral premier micro ordinateur (1973)

- Développement et commercialisation du Micral, premier micro-ordinateur, par la firme française R2E.
- Développement des principes de base d'Ethernet au centre de recherche Xerox de Palo Alto

### 1974
- SCELBI, 8-H, Intel 8008
- tube de commandes sous Unix où tout est fichier
- Invention du langage SEQUEL (Structured English Query Language = SQL) chez IBM par Ray Boyce et Donald Chamberlin à la suite des travaux de Codd

### 1975

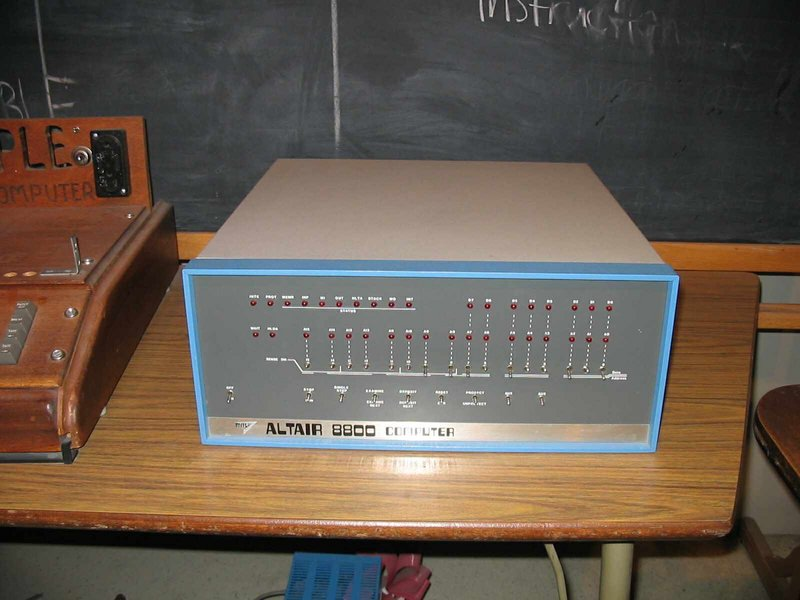
Altair 8800 doté du premier Altair Basic de Microsoft (1975)

- L'Altair 8800 doté du premier Altair Basic de Bill Gates et Paul Allen
- Invention de l'algorithme de Knuth-Morris-Pratt
- Sortie du premier processeur RISC IBM 801 réalisé par John Cocke
- Fondation de Microsoft par Bill Gates et Paul Allen sous le nom « Micro-Soft »
- SQL est le nouveau nom du langage d'interrogation de données relationnelles, à la suite d'un conflit de marque déposée avec l'avionneur Hawker Siddeley

### 1976

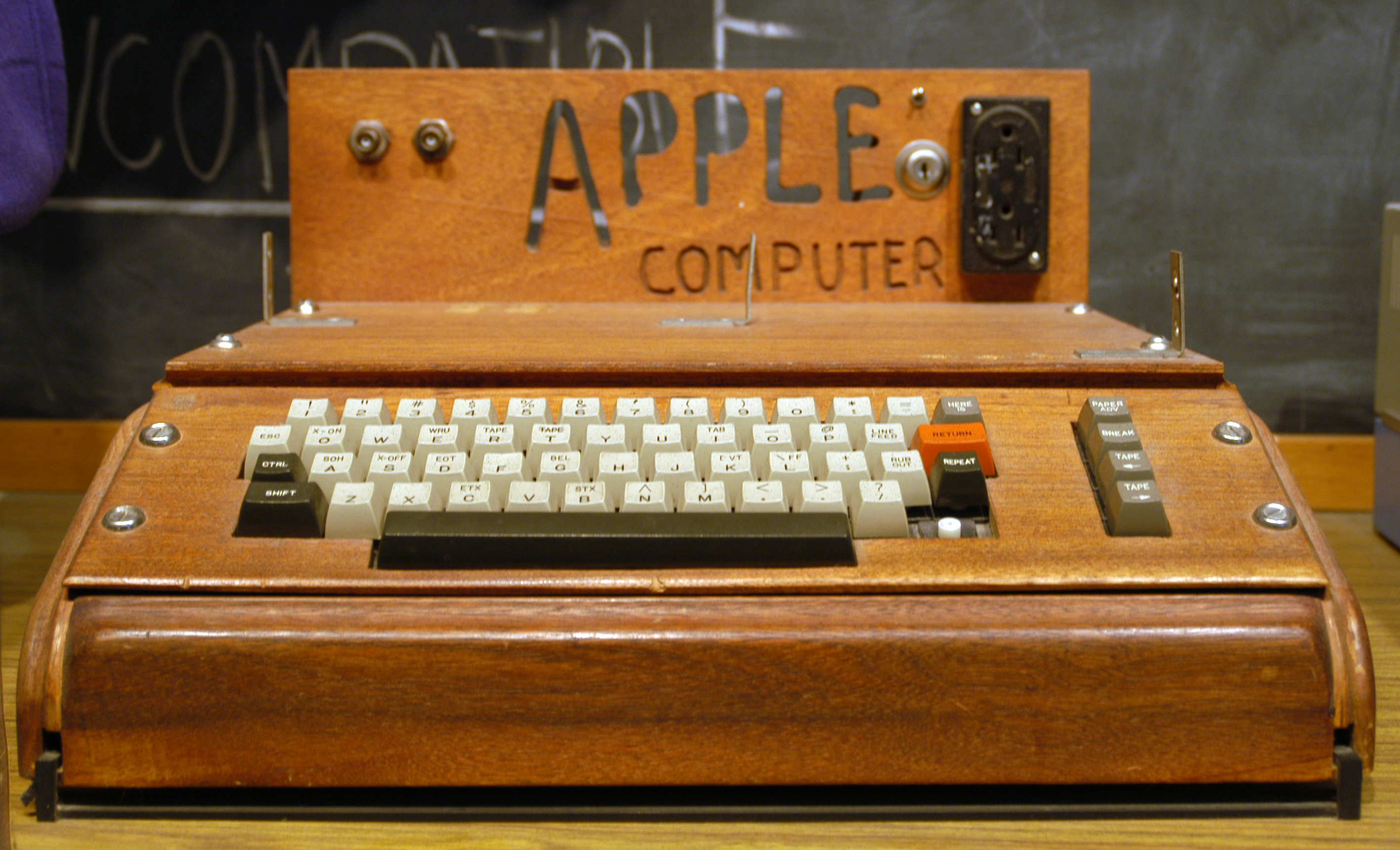
Apple I de Steve Jobs et Steve Wozniak (1976)

- Le premier supercalculateur de la firme Cray Research : le Cray I
- Fondation d'Apple et lancement de l'Apple I par Steve Jobs et Steve Wozniak
- Apparition de la norme X.25, fondement de nombreux réseaux numériques à commutation de paquets développés en France (Transpac) et dans d'autres pays en Europe et en Amérique.
- Deux articles fondateurs (DML, DDL) du langage SEQUEL (SQL) parus chez IBM

### 1977
- Invention de la cryptographie à clef publique et du système RSA par Ronald L. Rivest, Adi Shamir et Leonard M. Adleman
- Invention de l'algorithme de Boyer-Moore.
- Amir Pnueli introduit l'usage de la logique temporelle pour la vérification de programmes
- Chess devient le premier programme informatique à remporter un tournoi d'échecs majeur.
- Science of Cambridge vend le kit MK14 pour UK£ 39,95.

À la NCC d'Anaheim, quatre micro-ordinateurs « prêts à fonctionner » secouent les informaticiens :
- le TRS-80 de Tandy Radio-Shack : Zilog Z80 à 1,77 MHz, 128×48×1 couleurs ;
- le Dai, seul ordinateur belge, sort avant l'Apple II : Intel 8080A à 2 MHz, 528×244×16 couleurs ;
- Apple lance l'Apple II : MOS 6502 à 1 MHz, 280x192x6 couleurs ;
- Commodore propose le premier Commodore PET : MOS 6502 à 1 MHz, 40 colonnes × 25 lignes × 1 couleur.

### 1978
À Paris, le Sicob des informaticiens s'adjoint le Sicob Micro-Boutique où exposent les constructeurs.
- Parution des revues L'Ordinateur individuel (plutôt orientée utilisation et utilisateurs) et Micro-Systèmes (plutôt orientée électronique).
- Arrivée de l'Apple II « euro+ » 48K en Europe.

### 1979

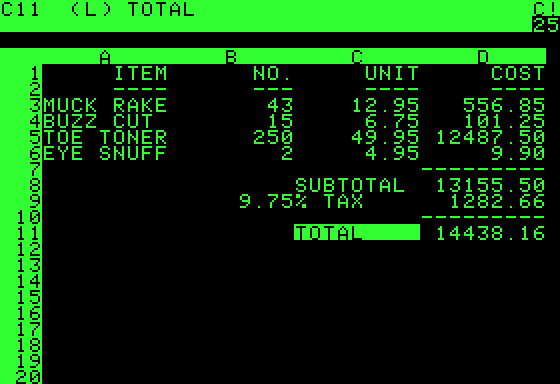
Ecran de VisiCalc.

- Microsoft achète une licence de la version 7 de l'Unix de AT&T avec intention de la porter pour les processeurs 16 bits. C'est le futur Xenix, le premier unix sur processeurs x86

- Apparition de Visicalc, première « killer application » sur l'Apple II.
- Présentation du TRS-80 par Tandy.
- Sortie de BSD v3, avec en particulier l'éditeur vi.
- Lancement des premiers ordinateurs Atari.
- CompuServe propose le premier service de courrier électronique grand public.

### 1980
- La « loi française Informatique et Libertés » entre en vigueur

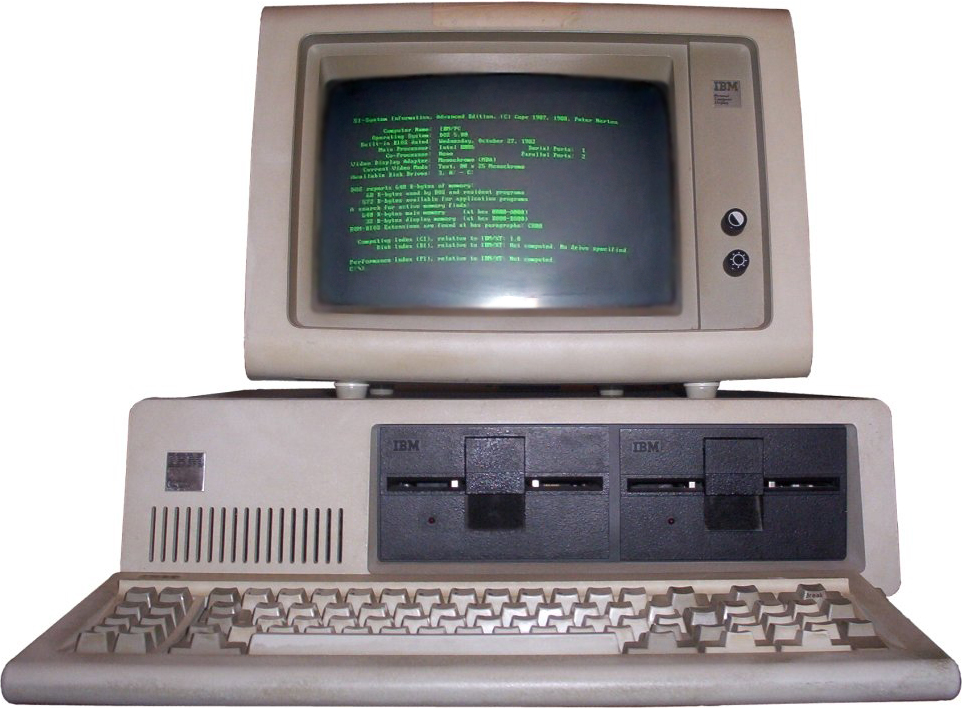
IBM PC 5150

- Invention du Compact Disc (CD)
- Le ZX80 de Clive Sinclair
- Le VIC-20 de CBM

### 1981
- Adam Osborne lance le « portable » Osborne 1 livré avec une collection complète de logiciels
- L'IBM PC
- Microsoft : MS-DOS
- Le ZX81
- Création d'Archos

### 1982
- Définition du protocole TCP/IP et du mot Internet
- Le superordinateur Cray X-MP atteint 400 MFLOPS
- Fondation de Sun Microsystems
- Le Commodore 64
- Thomson : sortie du TO7
- Microsoft : sortie de MS-DOS
- Scott Fahlman invente le smiley.

### 1983
- SCO (sous licence) vend Xenix pour les processeurs Intel 8086, septembre 1983

- Tandy vend Xenix sur un de ses ordinateurs à base de Motorola 68000, janvier 1983

- Apple crée l'Apple Lisa, premier ordinateur utilisant une souris et une interface graphique
- Fin de production de l'Apple II euro+ 48K
- Création du langage C++ et du Turbo Pascal
- L'Oric-1 est ordinateur de l'année en France, meilleures ventes au RU et France.

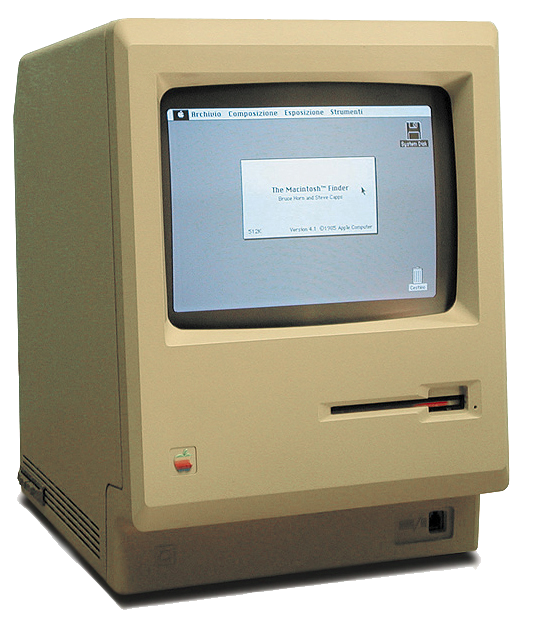
Macintosh 128K

### 1984
- 1 000 ordinateurs sont connectés à Internet.
- Invention du Cryptosystème de Blum-Goldwasser par Manuel Blum et Shafi Goldwasser
- Thomson : sortie du TO7/70 et du MO5
- Amstrad : sortie du CPC 464
- Apple : sortie du Macintosh et de Mac OS
- L'Oric Atmos est ordinateur de l'année en France, meilleures ventes en UK et France
- FSF : création de la Free Software Fondation, du projet GNU et de la licence GPL

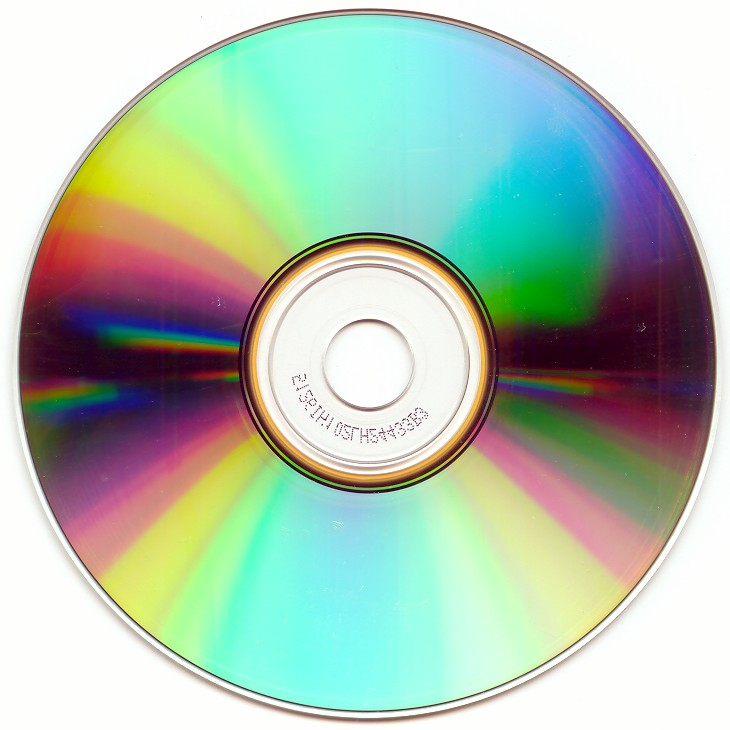
CD-ROM (1985)

### 1985
- La norme IEEE 754 de William Kahan voit le jour
- Steve Jobs quitte Apple et fonde la société NeXT
- Le premier Amiga Commodore : l'Amiga 1000 avec AmigaOS 1.0
- L'Atari ST
- Microsoft : Windows 1.0
- Le CD-ROM
- SCO (auteur) distribue une version issue de UNIX System V baptisée SCO Xenix System V pour les processeurs Intel 80286
- L'Oric Stratos est présenté au salon de Francfort

### 1986
- Création du générateur de nombres pseudo-aléatoires Blum Blum Shub par Lenore Blum, Manuel Blum et Michael Shub
- L'Oric Telestrat (Stratos) seul ordinateur personnel qui soit un serveur télématique multi-voie
- SQL est normalisé à l'ANSI puis ISO sous le nom SQL-86 (ISO/CEI 9075)

### 1987
- 10 000 ordinateurs sont connectés à Internet
- Invention de l'algorithme de Rabin-Karp par Richard Karp et Michael Rabin
- OS/2 de IBM
- Microsoft : Windows 2.0
- SCO Xenix System V pour processeurs 80386, premier unix sur PC/x86 en 32 bits, jusqu'à la version 2.3.4 sortie en 1991

### 1988
- Mise en marché du mini-ordinateur AS-400 d'IBM
- Les premiers logiciels antivirus apparaissent.

## L'ère d'Internetet duWorld Wide Web

### 1989

Logo historique du World Wide Web

- 100 000 ordinateurs sont connectés à Internet
- Sortie du système NeXTSTEP de NeXT
- Invention du World Wide Web par Tim Berners-Lee
- SCO UNIX avec la partie de Xenix incorporée dans System V Release 3.2

### 1990
- BeOS de Jean-Louis Gassée
- Le NeXT Cube de Steve Jobs sur lequel Tim Berners-Lee concevra le premier serveur web.
- Début d'Internet TCP/IP grand public
- Octobre, novembre et décembre : Développement de WorldWideWeb, le premier navigateur web, par Tim Berners-Lee, plus tard renommé Nexus

### 1991
- Tim Berners-Lee et Robert Cailliau créent le protocole Internet HTTP (World Wide Web)
- Linux : premier noyau Linux 0.01
- Apple : sortie du Système 7
- SCO Xenix : dernière version commercialisée (2.3.4), remplacé par SCO UNIX System V/386

### 1992
- 1 000 000 d'ordinateurs sont connectés à Internet
- Création du langage HTML
- Microsoft : MS Windows 3.1 et 3.11
- Lancement du programme gouvernemental Energy Star, émergence de l'Informatique durable

### 1993
- Lancement du Pentium d'Intel
- Microsoft : MS Windows NT

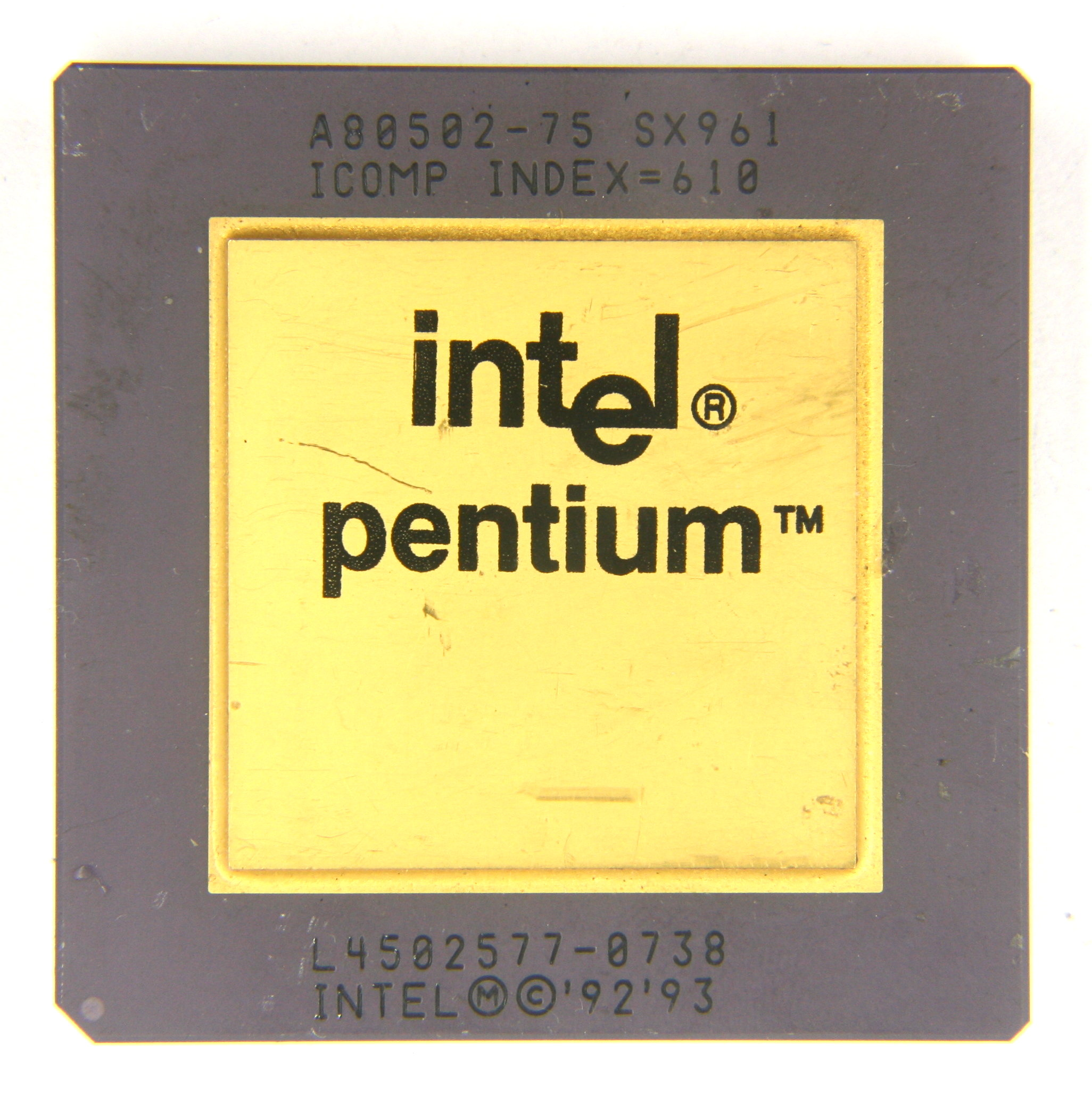
Processeur Intel Pentium

- Internet : Mosaic, le premier navigateur web largement utilisé

### 1994
- Apple : lancement du Power Macintosh à base de processeur PowerPC
- Internet : création de Netscape
- Création du World Wide Web Consortium (W3C) par Tim Berners-Lee

### 1995

Logo du langage Java

- La loi de Wirth de Niklaus Wirth : Le logiciel ralentit plus vite que le matériel accélère.
- Le DVD
- Microsoft : sortie de Windows 95
- SCO achète UnixWare à Novell.
- Définition du référentiel Dublin Core sur les métadonnées
- Linux : sortie du noyau Linux 1.2
- Création du langage de programmation Java

Tux, la mascotte de Linux (1996)

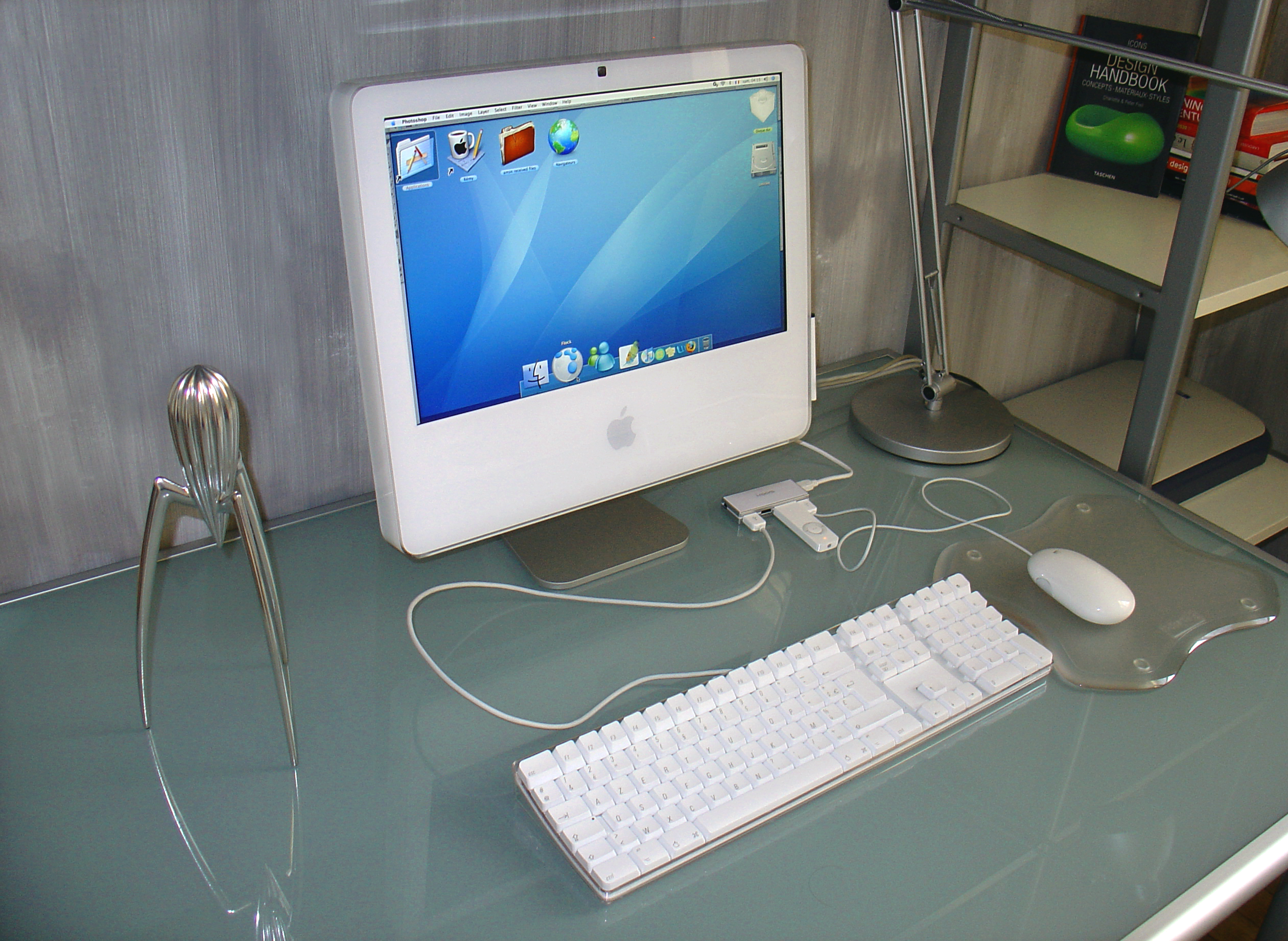
iMac d'Apple

### 1996
- 10 000 000 d'ordinateurs sont connectés à Internet
- Microsoft : sortie de Windows NT 4
- Microsoft : naissance de Microsoft Internet Explorer
- Linux : sortie du noyau Linux 2.0
- Linux : création de Tux, la mascotte de Linux
- Première version de la norme USB

### 1997
- Première victoire d'un programme informatique contre un grand maître d'échec, Deep Blue bat Garry Kasparov (2 victoires, 3 nulles et 1 défaite)
- Apple : sortie de Mac OS 8
- En France, mission sur le commerce électronique

### 1998
- Apple : retour de Steve Jobs chez Apple
- Apple : lancement de l'iMac
- Microsoft : sortie de Windows 98
- Google : fondation de Google

### 1999
- Linux : sortie du noyau Linux 2.2
- Apple : sortie de Mac OS 9

### 2000
- Microsoft : sortie de Windows 2000 et de Windows Me
- Lancement des projets UDDI et ebXML
- Archos : premier Baladeur MP3 à disque dur, le JBMM 6000

### 2001
- Linux : sortie du noyau Linux 2.4
- Microsoft : sortie de Windows XP

Windows XP

- Apple : sortie de Mac OS X 10.0 Guépard (mars) puis Mac OS X 10.1 Puma (septembre)
- Fondation de Wikipédia par Jimmy Wales

### 2002
- OpenOffice.org (suite bureautique libre) sort en version 1.
- MorphOS 1.0
- Microsoft : sortie de la famille Windows Server 2003
- Apple : sortie de Mac OS X 10.2 Jaguar

### 2003
- Apple : lancement du Power Mac G5, sortie de Mac OS X 10.3 Panther
- Linux : le nombre d'utilisateurs Linux est estimé à dix-huit millions[7].
- Premier sommet mondial sur la société de l'information à Genève
- Linux : sortie du noyau Linux 2.6
- Archos : introduction de la vidéo dans les baladeurs multimédias avec l'AV100

### 2004
- Mozilla : sortie de la première version stable de Mozilla Firefox 1.0
- Création de Facebook

### 2005
- OpenOffice.org (suite bureautique libre) sort en version 2 et devient la première suite bureautique à offrir le format OpenDocument.
- Apple : sortie de Mac OS X 10.4 Tiger, annonce du passage de l'architecture PowerPC au x86 d'Intel
- Archos : premier baladeur multimédia intégrant le Wi-Fi : le PMA400

### 2006
- Microsoft : sortie de Microsoft Internet Explorer 7.0 renommé pour l'occasion en Windows Internet Explorer
- Mozilla : sortie de Mozilla Firefox 2.0
- Le format de bureautique OpenDocument devient une norme ISO.
- Archos : premier baladeur multimédia intégrant une technologie de réception de la TNT

### 2007

Logo de Windows Vista.

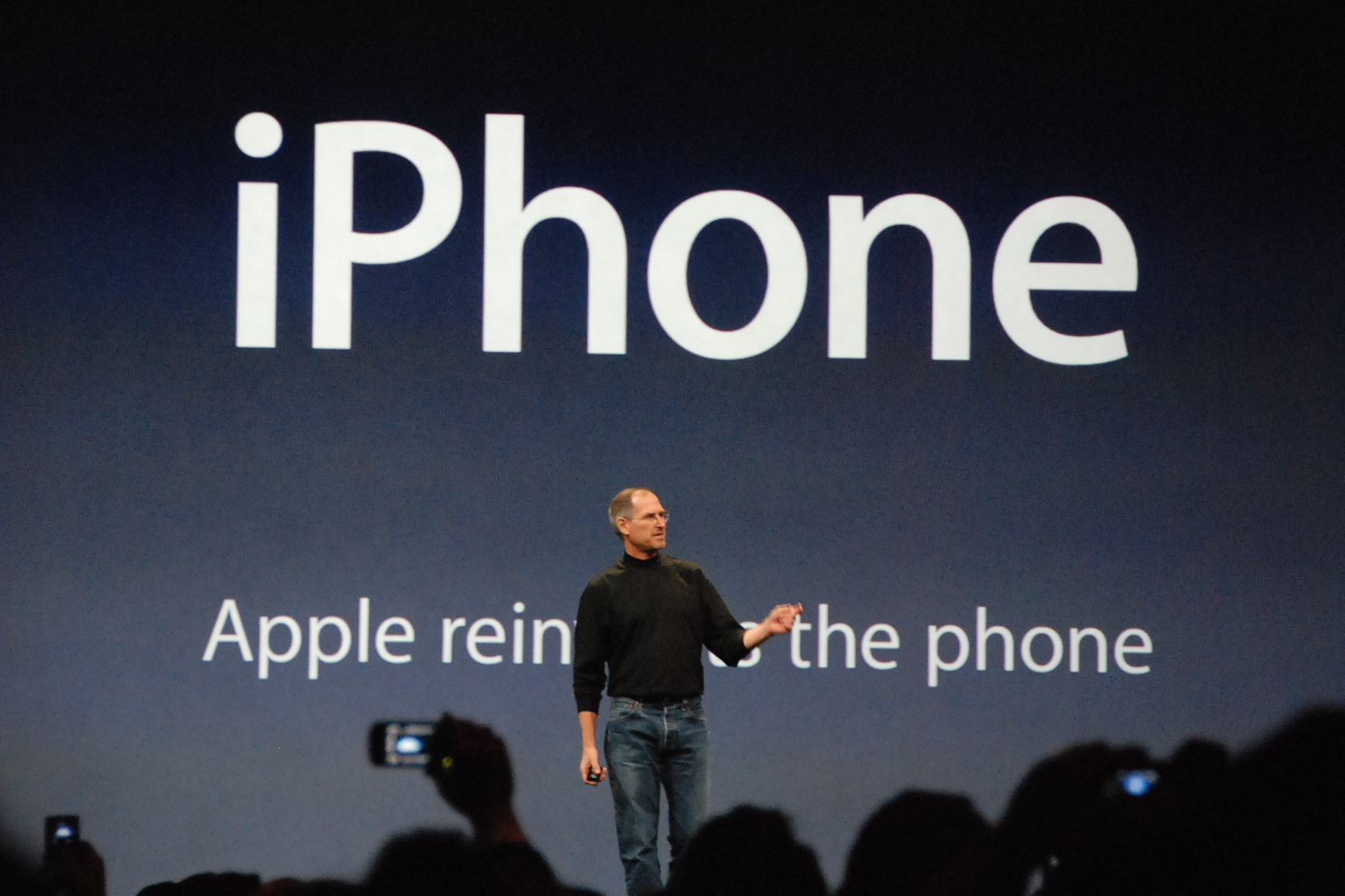
Steve Jobs présente l'iPhone.

- Microsoft : sortie de Windows Vista
- Apple : sortie de Mac OS X 10.5 Leopard

## L'ère de la mobilité et des données partagées
Internet devient un moyen incontournable d'échanger des données. Les téléphones multiplient les fonctionnalités, tandis que les ordinateurs portables réduisent leur encombrement, d'où l'avènement des tablettes numériques.

### 2007
- Apple : lancement de l'iPhone

### 2008
- Apple : sortie du MacBook Air et de l'Apple TV
- Microsoft : Bill Gates change de fonctions chez Microsoft.
- Mozilla : sortie de Mozilla Firefox 3.0
- OpenOffice.org : sortie de la version 3.0
- Archos : sortie du premier PMP intégrant une fonction GPS (Archos 605 GPS) et création de la première tablette tactile utilisable sans stylet (Archos 5, 5 g et 7 TIM)
- Apparition du terme MOOC (cours en ligne ouvert et massif)

### 2009
- Oracle Corporation achète Sun Microsystems.
- Apple : sortie de Mac OS X 10.6 Snow Leopard
- Microsoft : sortie de Windows 7
- La virtualisation de serveurs et du stockage se développe.
- Archos : première tablette tactile tournant sous Android : l'Archos 5 IT

### 2010

Icône du cloud computing

- Intel sort des processeurs gravés en 32 nm.
- Sortie de l'iPad d'Apple
- Développement de l'informatique en nuage ou Cloud computing

### 2011
- Microsoft : rachat de Skype par Microsoft
- Microsoft : sortie de Internet Explorer 9
- Mozilla : sortie de Mozilla Firefox 4.0, rapidement suivi par Mozilla Firefox 5.0, 6.0, 7.0, 8.0 et 9.0
- The Document Foundation publie la première version de LibreOffice : la 3.3.0. L'année se termine avec la 3.4.4.
- Linux : sortie du noyau Linux 3.0
- Apple : sortie de Mac OS X 10.7 Lion
- Les ventes de smartphones dépassent celles de PC[8].
- Lancement de l'Open Compute Project par Facebook

### 2012
- Mozilla : sortie de Mozilla Firefox 19.0
- Première mémoire non volatile expérimentale combinant de l'ADN de saumon et du nano-argent[9]
- Apple : sortie de Mac OS X 10.8 Mountain Lion
- Microsoft : sortie de Windows 8 (le 26 octobre), avec une nouvelle interface graphique destinée à rapprocher le monde de la tablette tactile et celui du PC de bureau
- Apparition des premières solutions d'hyperconvergence

### 2013

Logo de Qwant.

- Lancement du moteur de recherche Qwant, concurrent européen de Google, soutenu par des investisseurs français et allemands.
- Apple : sortie de Mac OS X 10.9 Mavericks
- Microsoft : sortie de Windows 8.1
- The Document Foundation publie LibreOffice 4.0.
- Intel sort des processeurs Haswell.
- Déploiement des solutions de type Big data[10]
- Le nombre d'utilisateurs connectés à internet depuis un smartphone dépasse celui des utilisateurs connectés via un PC[8].
- Les révélations d'Edward Snowden changent la perception du risque de cyber-espionnage.
- Les ventes de tablettes dépassent celles des PC[11].
- Le secteur informatique est globalement en décroissance en France[12].
- On estime qu'un PC sur trois sera équipé d'un SSD en 2017[13].

### 2014
- IBM sort des processeurs POWER8.
- Premier processeur fonctionnel à base de graphène[14]
- Fin de support de Windows XP
- Émergence du marché des objets connectés[15]
- Le nombre de sites web dans le monde dépasse le milliard[16].
- Le temps d'utilisation des applications sur mobiles a dépassé l'utilisation d'internet sur ordinateur.
- Novembre 2014 : piratage de Sony Pictures Entertainment
- 53 % des courriels sont lus sur un téléphone ou une tablette.
- Apple : sortie de OS X Yosemite, la version 10.10 du système d'exploitation d'Apple qui marque un tournant dans le design des interfaces pour mac d'Apple. En effet, cette version change les codes instaurés jusqu'ici avec un design clair et épuré.

### 2015
- Montée en puissance des darknets[17]
- Essor du Software defined networking[18] et du Deep learning[19].
- Avril 2015 : cyberattaque contre TV5 Monde
- Juillet 2015 : fin de support étendu de Windows Server 2003
- Juillet 2015 : sortie de Microsoft Windows 10
- Les utilisateurs de smartphone ont en moyenne 41 applications installées sur leur appareil.
- Les recherches Google sur mobile ont dépassé celles faites à partir d'un ordinateur classique[20].
- Apple : sortie de OS X El Capitan, la version 10.11 du système d'exploitation d'Apple

### 2016
- Sortie de Windows Server 2016

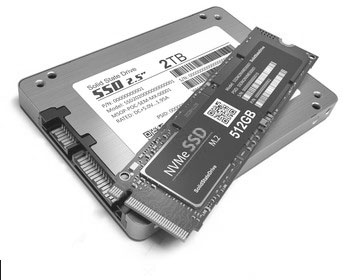
Différents types de disques SSD.

- L'impression 3D est en forte expansion dans l'industrie[21].
- Les disques SSD remplacent les disques durs traditionnels ; sortie des premiers disques SSD 16 To[22].
- Retard de la sortie de processeurs Intel gravés en 10 nm, fin de la stratégie die shrink[23]
- Apple : sortie de macOS Sierra, la version 10.12 du système d'exploitation d'Apple
- développement de l'internet des objets : 5,5 millions de nouveaux objets se connectent au réseau chaque jour[24].
- En mars 2016 le navigateur Google Chrome dépasse Internet Explorer en parts de marché[25]
- Le programme alphaGo bat le champion du monde du jeu de Go

### 2017
- Fin du support de Windows Vista le 11 avril 2017
- Essor de la technologie blockchain
- Arrivée de la technologie mémoire 3D XPoint unifiant le stockage et la mémoire traditionnelle[26]

### 2018
- Affaire Cambridge Analytica, révélée par le lanceur d'alerte Christopher Wylie : on découvre qu'on peut manipuler les utilisateurs de Facebook pour influencer une élection politique.
- Entrée en vigueur du règlement général sur la protection des données (RGPD).
- Début du déploiement de la technologie 5G aux États-Unis.

### 2019
- Fin de support de Windows 10 Mobile
- Annonce par AMD de processeurs gravés en 7 nm
- Record du nombre de cœurs pour un processeur Intel : 56 cœurs

### 2020
- Fin de support étendu de Windows 7[27]
- AMD sort un processeur 64 cores[28]
- Forte croissance de l'utilisation de l'Informatique en nuage (Cloud computing) et de la visioconférence à l'occasion de la crise sanitaire[réf. nécessaire].

### 2021
- Sortie de Windows 11

Logo de Windows 11.

- IBM annonce avoir gravé la première puce en technologie 2 nm[29].
- Investissements importants dans le domaine de l'Informatique quantique[30]

### 2022
- La croissance du secteur du numérique est en grand partie due au Cloud computing[31]
- Sortie de Windows Server 2022, système d'exploitation Microsoft pour serveurs[32].

### 2023

Logo de ChatGPT.

- L'agent conversationnel d'intelligence artificielle ChatGPT dépasse les 100 millions d'utilisateurs dans le monde[33]
- Accord européen sur des règles régissant l'éthique de l'intelligence artificielle (IA Act)[34].

### 2024
- D'après le Gartner, les principales tendances pour 2024 concernent les applications de l'Intelligence artificielle (IA générative, développement assisté par l'IA,...), la gestion continue de la sécurité, mais aussi l'ingénierie logicielle[35].

### 2025
- D'après le Gartner, les principales tendances pour 2025 concernent notamment les enjeux et les risques liés à l'IA, la cryptographie postquantique, l'informatique économe en énergie, et l'informatique spatiale[36].